# Myrelaion

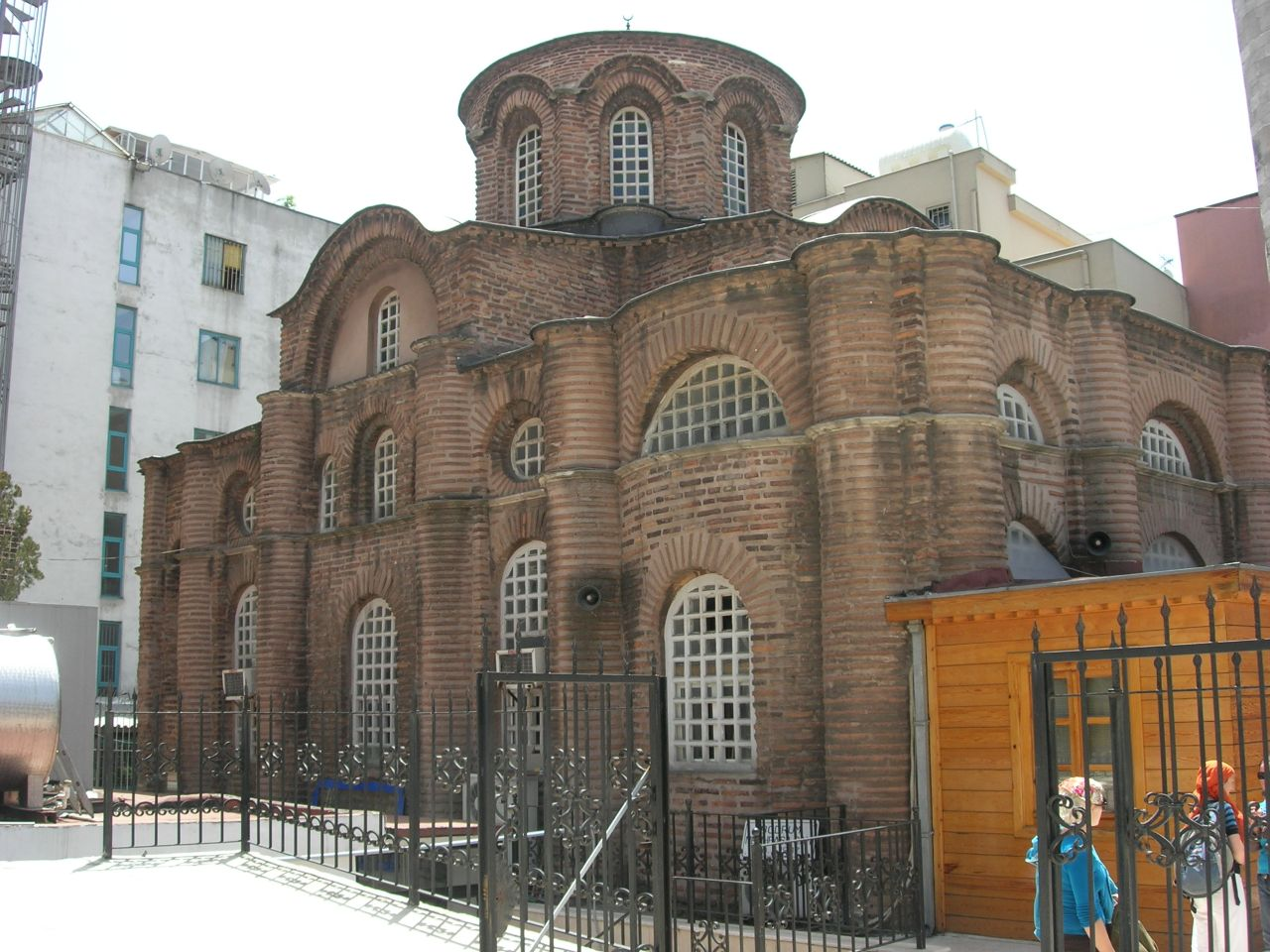
Das Myrelaion in Konstantinopel

Myrelaion  (griechisch: Eκκλησία του Μυρελαίου, türkisch: Bodrum Camii oder Mesih Paşa Camii) in Istanbul ist eine zur Moschee umgewidmete ehemalige griechisch-orthodoxe Kirche. Der griechische Name verweist auf die ursprünglich hier aufbewahrte Myrrhe-Reliquie. Das Gebäude steht in der Nachbarschaft Lâleli des Stadtteils Fatih.

## Geschichte
Noch vor seiner Ernennung zum byzantinischen Kaiser im Jahre 920 hatte der Usurpator Romanos Lakapenos den Grundbesitz für die Errichtung eines Palastes mit anschließender Palastkirche erworben. Der Palast wurde über den Resten eines spätantiken Kuppelbaus errichtet, der mit 42 Metern Durchmesser nach dem Pantheon in Rom der größte Zentralbau der Antike war. Durch Einbau von 80 Säulen wurde dieser zu einer Zisterne umgewidmet und als Substruktion für den Kaiserpalast und die hängenden Gärten genutzt. Südöstlich des (nicht erhaltenen) Palastes errichtete Romanos als Grablege seiner Familie die erhaltene Kirche. 922 wurde hier seine Frau Theodora, 931 sein Sohn und Mitregent Christophoros Lakapenos sowie 948 der im Exil verstorbene Romanos selbst bestattet.
Bei der Eroberung von Konstantinopel auf dem Vierten Kreuzzug 1203 wurde die Kirche durch Brand beschädigt und zunächst aufgegeben, erst um 1300 erfolgte eine Wiederherstellung als Kirchenraum. Nach der osmanischen Eroberung von Konstantinopel (1453) wurde sie in eine Moschee umgewandelt und an der Südwestecke ein Minarett zugefügt, nach einem Brand am 23. Juli 1912 wurde die Moschee aufgelassen. Archäologische Untersuchungen erfolgten 1930 durch David Talbot Rice und 1965 durch Cecil L. Striker und Rudolf Naumann. Eine 1964–65 durchgeführte Restaurierung, bei der fast alle Außenflächen in Ziegel erneuert wurden, hinterließ den Sakralbau zunächst als Bauruine. Erst 1986 wurde das Restaurierungsprojekt abgeschlossen und das Bauwerk als Moschee wiedereröffnet, die Zisterne unter dem ehemaligen Kaiserpalast diente vorübergehend als Einkaufszentrum.

## Architektur
Die als Ziegelrohbau errichtete Kirche des Myrelaion ist eine byzantinische Kreuzkuppelkirche über rechteckigem Grundriss mit westlich vorgelagertem Narthex. Das quadratische Kirchenschiff Naos ist ein quadratischer Raum mit vier eingestellten Pfeilern (ursprünglich Säulen), die eine Tonnenwölbung in Form eines griechischen Kreuzes tragen, bekrönt von einer Tambourkuppel. Im Osten schließt der Raum in einem nach außen polygonal ummantelten dreiteiligen Sanktuarium, dessen Seitenräume als Pastophorien dienten. Der Außenbau ist durch halbkreisförmige Wandvorlagen strukturiert.
Aufgrund des Niveauunterschieds zum benachbarten ehemaligen Kaiserpalast ist die Kirche über einer hallenartigen Unterkirche mit Säulen und kreuzförmig angeordneten Tonnengewölben errichtet. Ihre Aufgabe war die einer Begräbniskirche der kaiserlichen Familie.
Das Myrelaion hatte ihr unmittelbares Vorbild in der 881 geweihten und nur durch eine zeitgenössische Beschreibung in der Vita Basilii überlieferten Nea Ekklesia des Justinianischen Kaiserpalastes von Konstantinopel besessen, die als erster Vertreter des Bautyps der Kreuzkuppelkirche gilt. Ihr Bauherr war Basileios I., der – gleichfalls als Usurpator des byzantinischen Throns – die Makedonische Dynastie begründet hatte.